# Надърлъ
Надърлъ (на турски: Nadırlı) е село в Източна Тракия, Турция, Вилает Лозенград. Околия Бабаески.

## География
Селото се намира на 3 км южно от Бабаески.

## История
В XIX век Надърлъ е българско село в Бабаескийска кааза на Одринския вилает на Османската империя. Според „Етнография на вилаетите Адрианопол, Монастир и Салоника“, издадена в Константинопол в 1878 година и отразяваща статистиката на населението от 1873 година, Надарли (Nadarly) има 100 домакинства и 485 българи.
Според статистиката на професор Любомир Милетич в 1913 година в Назърлий живеят 150 гръцки семейства.